# Pierre Balmain
Pierre Balmain (Saint-Jean-de-Maurienne, Savoia, 18 de maig del 1914 - París, 29 de juny del 1982) va ser un dissenyador de moda francès d'anomenada mundial.

## Biografia
Fill d'un humil comerciant i d'una dona propietària d'unes Galeries, Pierre Alexandre Balmain, jove àvid i motivat per l'art, comença a decantar-se per l'arquitectura, però sense deixar de pensar en el que des de petit li influenciava i apassionava, la Moda. El fet d'entrar en el món de la moda no se sap si va ser pels caps de setmana a Aix-les-Bains on passava moltes hores en companyia de dones de l'alta societat parisenca, o si va ser per les Galeries Parisines de la seva mare Françoise, que tenia l'esperança que el seu fill arribés a ser metge.
L'any 1933 començà estudis d'arquitectura, però un any després decidí deixar-ho, moment en què se li presentà l'oportunitat de treballar a Chez Molyneux després d'haver presentat alguns esbossos personals a Robert Piguet, que en aquell moment, era el director artístic de Redfern.

### Carrera
L'any 1941, durant un curt període temps, ajudà la seva mare a la botiga que tenia a Aix-le-Bans, però no trigà a marxar per tal d'entrar a treballar amb Lucien Lelong l'any 1943, compartint taller amb Christian Dior. El 1943, en plena època de promoció de la moda parisenca pel món, Balmain dissenyà per a la col·lecció inspirada en “Fortune teller” de Lelong, un vestit negre crepe afternoon que decidí Little Profit. D'aquesta edició, se n'acabaren venent fins a 360 vestits.
El 1945, havent estudiat sota les ordres de grans modistes de renom del seu temps, com Molyneux i Lucien Lelong, Balmain ja era una gran figura de la Haute Couture i decidí obrir la seva pròpia Maison, situada a la rue François I. La seva clientela femenina, aclamaren la nova obertura, que donava la imatge de la dona nova que finalment havia aconseguit desprendre's de les restes de la guerra, per donar pas a una dona amb «charme » i orgullosa d'ella mateixa. En definitiva, el retorn a la sofisticació i a la fina elegància, confeccionades a la perfecció per a la nova dona de la postguerra. Ja al novembre d'aquest mateix any, Cecile Beaton fotografià en la presentació de la col·lecció Balmain un dels seus vestits per a la revista Vogue. La poeta i amiga Gertrude Stein, que es trobava entre el públic, escrigué poc després a la mateixa revista que els dissenys de Balmain constituirien el new look francès, un gran debut del couturier a la revista. Pocs mesos després, ja el 1947, Balmain creà uns dissenys per a Helena Rubinstein, que aparegueren a Vogue i, gairebé en paral·lel, creà la fragància «Elysées 64/83» (amb un nom inspirat en el telèfon de la botiga i promocionat amb il·lustracions de René Gruau. Els seus vestits, llavors, ja eren part del « New look » de Dior. Durant aquest mateix any, a part d'obrir una boutique que anomenà el «quiosc de fantasies», Balmain feu el seu primer tour mundial, i aprofità l'estada al continent austral per dissenyar una altra línia especialment per ser-hi produïda localment.
En plena època d'expansió de la seva marca, el 1949 llançà la fragància «Jolie Madamme», la qual representava els anys 50 a la perfecció, i al mateix temps obrí botiga Nova York, on seguí vestint grans dones, com Sofia Loren, de qui Balmain n'era un gran amic. Els seus esforços es veieren recompensats el 1955, quan se l'hi atorgà el "Neiman Marcus Fashion Award". A partir d'aquest, li plogueren els premis i reconeixements per la seva contribució al món de la moda. El 1960 obtingué el grau de cavaller de l'Orde de la Legió d'Honor francesa; el 1963 va ser fet cavaller de la danesa orde de Dannebrog; el 1965 rebé la Medalla de Vermeil de la ciutat de París; i el 1966 aconseguí el títol de Cavaliere Ufficiale del Merito italià. Durant aquest mateix any John Rawlings fotografià la reina Sirikit de Tailàndia amb un vestit de Balmain, que havia portat també a les noces reals gregues.

### Anys 60[2]
Publicació de les seves memòries « Mes années », ja que per Balmain, els anys 60 van ser una ocasió de renovació i d'exploració amb les formes reduïdes, en les quals l'estructura adquiria el seu total significat. Això va resultar ser el xoc de noves formes i estils que caracteritzarien els dissenys de Balmain d'ara endavant. Va ser també un període presumptuós per als dissenys d'armari del món de l'escenari i del teatre. A finals dels anys 60, Balmain seguia gaudint de gran èxit comercial més aviat per la seva clientela privada adinerada. La seva influència al gran món de la moda, no obstant això, començava a minvar i a marginar-se. En canvi, els anys 1970 van donar a llum el fenomen de la roba ja confeccionada, el ready-to-wear, que va assegurar un equilibri sòlid al mercat i que actualment produeix uns resultats en particular satisfactoris amb més de 200 llicències.

### Anys 80[3]
Poc abans de morir, a l'edat de 80 anys fou nominat al Tony Award i guanya el premi "Drama Desk Award" gràcies a un disseny per Happy New Year. Balmain morí l'any 1982 i deixa el seu llegat, la seva maison, en mans del seu fidel company de viatge i de vida Erik Mortensen. Aquest mateix any, Balmain rebé de forma pòstuma el Thé d'Or.

## Actualitat - La Maison Balmain[3]
La maison de Balmain segueix dempeus avui dia, i hi han passat grans dissenyadors com Óscar de la Renta (de 1992 a 2002) i després Decarnin, que reavivà la casa amb el concepte “ready-to-wear” típic de Balmain. La seva casa es va considerar en el seu moment com una de les més importants de l'alta costura de l'època. A més podem considerar Balmain, com bé va dir en el seu moment l'editora de Vogue Diana Vreeland, un dels “3 Grans”, al costat de Fath, Balenciaga i Christian Dior, que després de la guerra van portar París de nou a la glòria. I Balmain mateix bé va dir en les seves memòries de 1965: “He lluitat a la rue François 1er per defensar un concepte i una idea d'elegància, la qual potser hagi pecat de creure que era purament francesa”. El nou fitxatge de la casa, Olivier Rousteing, tindrà la tasca de mantenir el prestigi aconseguit.

## Balmain i el món del cinema[2]
Durant la seva carrera, Pierre Balmain es relacionà amb un gran nombre d'actrius famoses, a les quals vestí en diferents pel·lícules.
- Michèle Morgan, Le Château de verre (1950)
- Simone Signoret, Ombre et Lumière (1951)
- Edwige Feuillère, Le Cap de l'Espérance (1951); Adorables Créatures (1952); En cas de malheur (1958)
- Danielle Darrieux, Adorables Créatures (1952); La Vérité sur Bébé Donge (1952); Bonnes à tuer (1954)
- Martine Carol, Adorables Créatures (1952); Les Carnets du Major Thompson (1955)
- Micheline Presle, L'Amour d'une femme (1953); La Mariée est trop belle (1956)
- Lana Turner, Voyage au-delà des vivants (1955)
- Vivien Leigh, L'Autre Homme (1955)
- Brigitte Bardot, La Mariée est trop belle (1956); En cas de malheur (1958)
- Rita Hayworth, L'Enfer des tropiques(1957); Les Joyeux Voleurs (1962)
- Sophia Loren, Les Dessous de la millionnaire (1960)
- Jennifer Jones i Joan Fontaine, Tendre est la nuit(1962)
- Cyd Charisse, Quinze jours ailleurs (1962)
- Jane Fonda, Dans la douceur du jour (1963); Les Félins (1964)
- Annie Girardot, Un homme qui me plaît(1969)
- Ava Gardner, Tam Lin (1970)

## Col·leccions[2]
1. Juliol 1966 - Presentació de la col·lecció Tardor-Hivern
2. Gener 1967 - Presentació de la col·lecció Primavera-Estiu
3. Juliol 1968 - Presentació de la col·lecció Tardor-Hivern
4. Gener 1969 - Presentació de la col·lecció Primavera-Estiu
5. Juliol 1969 - Presentació de la col·lecció Tardor-Hivern 69-70
6. Gener 1970 - Presentació de la col·lecció Primavera-Estiu
7. Abril 1970 - Presentación de la col·lecció "Haute Couture"
8. Maig 1970 - Balmain torna a presentar la seva col·lecció "Au Brésil de P.B."
9. Estiu 1970 - Presentació col·lecció - "Liban et Afganistan"
10. Juliol 1970 - Presentació col·lecció - "Tardor-Hivern" 70-71
11. Octubre 1970 - Presentació de la col·lecció - "Haute Couture Argentina"
12. Gener 1971 - Presentació de la col·lecció Primavera-Estiu
13. Primavera 1971 - Viatge a Iran
14. 27 Juliol 1971 - Presentació de la col·lecció Primavera-Estiu 1971-1972
15. 25 Juliol 1972 - Presentació de la col·lecció Tardor-Hivern 1972-1973

## Articles de premsa
- “Couturier who elects to remain aloof.” The Sydney Morning Herald, 22 d'Agost, 1969. (anglès)
- “From the Paris Collections.” Vogue, November 1, 1945. (anglès)
- “Ricci Also Is Inspired by the Flapper Fashion,” by Carrie Donovan. The New York Times, January 25, 1961. (angles)
- “Even Heim Plays Up Youthful Look,” by Patricia Peterson. The New York Times, July 29, 1964. (anglès)